# Jurong Bale
Jurong Bale is een bestuurslaag in het regentschap Pidie van de provincie Atjeh, Indonesië. Jurong Bale telt 427 inwoners (volkstelling 2010).